# Куи (род)
Куи (лат. Galea) — род млекопитающих из семейства свинковых, близкие родственники домашней морской свинки. Известно 5 ныне живущих видов, обитающих в Аргентине, Боливии, Чили, Перу и Бразилии (изначально их считали тремя видами).

## Ареал
Куи широко распространены по всей Южной Америке. Большое разнообразие местообитаний различных видов сопровождается большим разнообразием социальных организаций. Видовые различия между местами обитания и размножением могут пролить свет на эволюционную историю.

## Размножение
Куи размножаются несколько раз в год, что не сильно зависит от наличия пищи или климата. Период беременности составляет 48 дней, а численность помёта — от 2 до 4 детёнышей, что немного меньше, чем у домашних морских свинок. Развитие плаценты у куи очень похоже на развитие плаценты у морских свинок.

## Отличия от свинок
Куи обычно имеют меньшие размеры тела, но относительные размеры их яичек и придатка яичка в два раза больше, чем у представителей рода свинки (Cavia). В большинстве случаев акросомы сперматозоидов рода Galea имеют гладкую поверхность, и лишь изредка встречаются дегенеративные формы или акросомы отсутствуют. У куи сперматозоиды в придатке яичка всегда одноклеточные, в то время как у свинок они агглютинированы в форме монетных столбиков. Сперматозоиды куи движутся медленнее, чем у свинок. В то время как некоторые виды рода Galea проявляют промискуитет — например, обыкновенная куи — свинки демонстрируют многожёнство, что означает, что самцы отбираются по признаку агрессивности, чтобы предотвратить многократные спаривания.

## Виды
В роде куи 5 видов:
- Galea comes — обитает на юге Боливии и Аргентины.
- Бразильская куи (Galea flavidens) — обитает в Бразилии.
- Galea leucoblephara — обитает в Боливии, Аргентине и Парагвае.
- Обыкновенная куи (Galea musteloides) — обитает в Аргентине, Боливии, Перу и Чили.
- Куи Спикса (Galea spixii) — обитает в Боливии и части Бразилии.